# سان جيان كاب فيرات
سان جيان كاب فيرات (بالفرنسية: Saint-Jean-Cap-Ferrat)‏ هي بلدية فرنسية تقع في إقليم الألب البحرية من منطقة بروفنس ألب كوت دازور في جنوب شرق فرنسا. تبلغ مساحة هذه المدينة 2.48 (كم²)، وترتفع عن سطح البحر م، يبلغ عدد سكانها 2085 نسمة حسب إحصاء المعهد الوطني للإحصاء والدراسات الاقتصادية سنة 2009 م. وترأس René Vestri البلدية خلال فترة (2008-2014).

## المناخ
يظهر الجدول التالي التغييرات المناخية على مدار السنة لسان جيان كاب فيرات:
| البيانات المناخية لـسان جيان كاب فيرات        | البيانات المناخية لـسان جيان كاب فيرات | البيانات المناخية لـسان جيان كاب فيرات | البيانات المناخية لـسان جيان كاب فيرات | البيانات المناخية لـسان جيان كاب فيرات | البيانات المناخية لـسان جيان كاب فيرات | البيانات المناخية لـسان جيان كاب فيرات | البيانات المناخية لـسان جيان كاب فيرات | البيانات المناخية لـسان جيان كاب فيرات | البيانات المناخية لـسان جيان كاب فيرات | البيانات المناخية لـسان جيان كاب فيرات | البيانات المناخية لـسان جيان كاب فيرات | البيانات المناخية لـسان جيان كاب فيرات | البيانات المناخية لـسان جيان كاب فيرات |
| الشهر                                         | يناير                                  | فبراير                                 | مارس                                   | أبريل                                  | مايو                                   | يونيو                                  | يوليو                                  | أغسطس                                  | سبتمبر                                 | أكتوبر                                 | نوفمبر                                 | ديسمبر                                 | المعدل السنوي                          |
| --------------------------------------------- | -------------------------------------- | -------------------------------------- | -------------------------------------- | -------------------------------------- | -------------------------------------- | -------------------------------------- | -------------------------------------- | -------------------------------------- | -------------------------------------- | -------------------------------------- | -------------------------------------- | -------------------------------------- | -------------------------------------- |
| الدرجة القصوى °م (°ف)                         | 22.0 (71.6)                            | 23.0 (73.4)                            | 24.0 (75.2)                            | 26.0 (78.8)                            | 32.0 (89.6)                            | 34.8 (94.6)                            | 36.8 (98.2)                            | 35.0 (95.0)                            | 34.0 (93.2)                            | 29.0 (84.2)                            | 24.8 (76.6)                            | 21.1 (70.0)                            | 36.8 (98.2)                            |
| متوسط درجة الحرارة الكبرى °م (°ف)             | 12.4 (54.3)                            | 12.5 (54.5)                            | 14.3 (57.7)                            | 16.0 (60.8)                            | 20.1 (68.2)                            | 23.7 (74.7)                            | 26.8 (80.2)                            | 27.3 (81.1)                            | 23.9 (75.0)                            | 20.2 (68.4)                            | 15.9 (60.6)                            | 13.4 (56.1)                            | 18.9 (66.0)                            |
| المتوسط اليومي °م (°ف)                        | 10.1 (50.2)                            | 10.0 (50.0)                            | 11.7 (53.1)                            | 13.4 (56.1)                            | 17.3 (63.1)                            | 20.8 (69.4)                            | 23.8 (74.8)                            | 24.4 (75.9)                            | 21.2 (70.2)                            | 17.7 (63.9)                            | 13.6 (56.5)                            | 11.2 (52.2)                            | 16.3 (61.3)                            |
| متوسط درجة الحرارة الصغرى °م (°ف)             | 7.8 (46.0)                             | 7.6 (45.7)                             | 9.1 (48.4)                             | 10.8 (51.4)                            | 14.6 (58.3)                            | 18.0 (64.4)                            | 20.9 (69.6)                            | 21.5 (70.7)                            | 18.5 (65.3)                            | 15.3 (59.5)                            | 11.4 (52.5)                            | 9.0 (48.2)                             | 13.7 (56.7)                            |
| أدنى درجة حرارة °م (°ف)                       | −3.8 (25.2)                            | −5.0 (23.0)                            | −4.0 (24.8)                            | 1.8 (35.2)                             | 5.6 (42.1)                             | 9.0 (48.2)                             | 12.0 (53.6)                            | 12.0 (53.6)                            | 7.8 (46.0)                             | 5.2 (41.4)                             | 0.2 (32.4)                             | −0.6 (30.9)                            | −5.0 (23.0)                            |
| الهطول مم (إنش)                               | 60.0 (2.36)                            | 43.5 (1.71)                            | 35.1 (1.38)                            | 63.0 (2.48)                            | 44.7 (1.76)                            | 32.8 (1.29)                            | 9.9 (0.39)                             | 23.9 (0.94)                            | 72.2 (2.84)                            | 118.1 (4.65)                           | 87.0 (3.43)                            | 80.0 (3.15)                            | 670.2 (26.39)                          |
| متوسط أيام هطول الأمطار (≥ 1.0 mm)            | 5.3                                    | 4.5                                    | 4.4                                    | 7.0                                    | 5.4                                    | 3.7                                    | 1.7                                    | 2.6                                    | 4.7                                    | 7.6                                    | 6.7                                    | 6.0                                    | 59.6                                   |
| متوسط الرطوبة النسبية (%)                     | 72                                     | 72                                     | 73                                     | 75                                     | 77                                     | 78                                     | 76                                     | 75                                     | 76                                     | 75                                     | 73                                     | 71                                     | 74.4                                   |
| المصدر #1: Météo France                       |                                        |                                        |                                        |                                        |                                        |                                        |                                        |                                        |                                        |                                        |                                        |                                        |                                        |
| المصدر #2: Infoclimat.fr (humidity 1961–1990) |                                        |                                        |                                        |                                        |                                        |                                        |                                        |                                        |                                        |                                        |                                        |                                        |                                        |

## وصلات خارجية
- صفحة البلدية على موقع المعهد الوطني للإحصاء والدراسات الاقتصادية